# 숙향
숙향(叔向, ? ~ ?)은 중국 춘추 시대 진나라(晉)의 정치가이다. 성은 희(姬), 족은 양설(羊舌), 휘는 힐(肸), 자는 숙향이다. 양설직(羊舌職)의 아들로, 양설적(羊舌赤, 백화(伯華))의 동생이자 양설부(羊舌鮒, 숙어(叔魚))와 양설호(羊舌虎, 숙비(叔羆))의 형. 진 평공(平公)의 사부로서 박학으로 널리 알려졌으며 사령(辭令)에 밝았다. 자산(子産), 안영(晏嬰)과 더불어 춘추시대의 명현으로 손꼽힌다.
진 도공, 진 평공, 진 소공 3대를 섬겼다. 기원전 546년, 숙향은 진나라 대표로 초나라와 전쟁을 그치는 회맹을 달성하여, 당시의 양국의 긴장을 완화시켰다.
숙향은 경(卿)은 아니었으나 평공의 측근이자 경들의 상담역으로서 진나라 정치에 절대적인 영향력을 행사하였다.

## 일화
- 언젠가 정경(正卿) 한기(韓起)가 자신의 가난한 생활을 한탄하자 숙향은 이를 축하하였다. 이를 의아하게 여긴 한기가 이유를 묻자 숙향은 “난씨(欒氏)와 극씨(郤氏)는 자신의 부유함을 믿고 거만하였기 때문에 사람들의 원한을 사서 멸문지화를 당하고 말았습니다. 그러나 지금 당신은 가난하여 덕의를 행할 수 있습니다. 그리하여 축하를 드리는겁니다.”라고 답하였다. 한기는 “자네의 가르침에 감사드리네. 자네의 깨우침이 아니었다면 나는 장차 멸망에 이르도록 아무 것도 몰랐을 것이네. ”라고 수긍하며 고마워하였다.

- 기원전 540년, 제나라의 재상 안영이 진나라에 사신으로 왔을 때, 숙향이 그의 응대를 맡게 되었다. 안영이 “제나라의 정권은 전씨(田氏)의 손아귀에 들어가게 될 것이오”라고 하자, 숙향도 “진나라도 이미 말세입니다. 군주는 정사를 전혀 돌보지 아니하고, 정치는 모두 경들이 행하고 있습니다.”라고 답하며 함께 한탄하였다.

- 기원전 536년, 정나라의 자산이 형정(形鼎, 성문법)을 주조하였다는 소식을 전해들은 숙향은 “정나라는 반드시 망할 것이다. 정치는 사람을 보고 하는 것인데, 법률이 생기게 되면 사람들은 사람을 보지 않고 법을 보게 된다. 어찌 나라를 보존할 수 있겠는가?”라고 예언하고, 자산에게 “백성들이 법률이 있다는 것만 알면 윗사람을 꺼리지 않을 것이고, 경쟁심만 쌓을 것이오(民知有辟 則不忌其上 幷有爭心)”라고 편지를 보내어 반대하였다고 한다.